# Ян Замойский готовится объявить смертный приговор Зборовскому
«Ян Замойский готовится объявить смертный приговор Зборовскому» (пол. Jan Zamoyski idący obwieścić wyrok śmierci Zborowskiemu) — картина польского художника Яна Матейко, созданная примерно в 1860 году. Хранится в Доме Яна Матейко в Кракове.
Матейко изобразил коронного гетмана Яна Замойского в тот момент, когда он собирается объявить о смертном приговоре Самуилу Зборовскому — польскому магнату, обвинённому в мятеже (1584). На тот же сюжет художник написал в 1860 году картину «Самуил Зборовский, идущий на казнь».